# 肯尼迪半美元
肯尼迪半美元（英語：Kennedy half dollar）是美国铸币局正在发行的一种50美分硬币，于1964年面世，旨在纪念遇刺的约翰·肯尼迪总统，由联邦国会在他去世刚一个月时授权发行。由于采用的设计方案是铸币局雕塑家吉尔罗伊·罗伯茨和弗兰克·加斯帕罗的已有作品，因此铸币模具很快就能完成，新币于1964年1月投产。
1964年3月银币发行后很快就被收藏家、囤积者及其他对已故总统纪念品感兴趣的人抢购一空。虽然铸币局大幅提高产量，但新币在市场中仍然难得一见。持续上涨的银价也给囤积行为推波助澜，许多早期肯尼迪半美元都被熔融以取得其中的白银获利。铸币局从1965年版开始将半美元含银量从90%大幅降至40%，但即便是在这样的情况下，商品交易中仍然难得见到肯尼迪半美元的身影。
从1971年开始，半美元不再包含白银。1975至1976年间，铸币局还生产过一种背面针对美國建國200週年特别设计的半美元。除商用币外，铸币局也曾为满足收藏家需要而生产白银包覆层版的200周年纪念币，并从1992年开始以90%的含银量为银质精制币特别套装铸造肯尼迪半美元。2014年，铸币局值肯尼迪半美元面世50周年之际发行特别版，其中包括含金量99.99%的版本。
虽然时至今日，半美元的供应量依然充足，但其市场流通却一直非常有限。自2002年起，铸币局就不再生产用于商务流通的肯尼迪半美元，只为收藏家打造精制币，但人们还是可以加价从铸币局购买。

## 构想
1963年11月22日，约翰·肯尼迪总统遇刺身亡。仅数小时后，美国铸币局局长伊娃·亚当斯（Eva Adams）致电首席雕刻师吉尔罗伊·罗伯茨（Gilroy Roberts），告知政府有意调整一种大银币（可以是一美元、半美元或25美分硬币）的设计方案，在上面刻上肯尼迪总统的肖像。11月27日，亚当斯再度致电罗伯茨，授权他开始设计，称已故总统的遗孀杰奎琳·肯尼迪希望罗伯茨亲自操刀设计一种新版半美元，用于取代之前以本杰明·富兰克林为主题的设计方案，因为前第一夫人不想以亡夫的形象取代25美分上的乔治·华盛顿:138。
铸币局此前曾制作美国总统系列奖章，其中肯尼迪奖章正面的肯尼迪总统肖像就是罗伯茨的作品，背面则是弗兰克·加斯帕罗设计，两人的方案当年都曾获肯尼迪总统首肯。为节省时间，让新币能在1964年初开始投产，罗伯茨和加斯帕罗分别对原有设计作出微调。罗伯茨曾获肯尼迪接见，向总统展示设计方案的早期模型，总统当时并未表达任何意见，但罗伯茨见过总统后还是决定做出一些变更。铸币局产出多枚样币后邀请杰奎琳和罗伯特·肯尼迪前去视察，杰奎琳对设计整体满意，但建议微调人物的头发。杰奎琳还希望以亡夫的全身或半身像取代现有的侧脸，但罗伯茨表示他们没有足够的时间来重新设计，同时他也确信采用已故总统的左侧脸会比全身或半身像看起来更具美感。
弗兰克·加斯帕罗曾设计过约翰·肯尼迪总统致谢奖章，这次经历也对他设计的半美元背面产生影响。1962年，肯尼迪总统曾指示费城铸币局打造300枚致谢奖章，并于1963年6月23日至7月2日访问联邦德国、爱尔兰、英国、意大利和梵蒂冈期间送出。
富兰克林半美元于1948年面世，但根据联邦国会1890年通过的法案，如果新设计投产不足25年就要再度变更，则必须取得国会授权。1964年12月上旬，来自德克萨斯州的民主党联邦众议员亨利·冈萨雷斯（Henry Gonzalez）提出法案，建议更改半美元硬币设计，刻上肯尼迪总统的肖像。12月10日，新总统林登·约翰逊表态支持发行肯尼迪半美元，请求国会通过适当立法授权从1964年初开始生产新币。约翰逊还称他收到许多赞成这一方案的公众来信，字面行间的情感令他深受感动。1963年12月30日，国会通过法案授权发行肯尼迪半美元。铸币局这时已经开始制作模具，由于设计方案快速出台，首批模具得以在1964年1月2日完成:138。起初铸币局生产的都是精制币，首批旨在进入商业流通的肯尼迪半美元是1964年1月30日在丹佛铸币局铸造，费城铸币局则在1周后投产。1964年2月11日，费城和丹佛铸币局举行仪式，庆祝新币正式投产。

## 发行

### 起初的繁荣

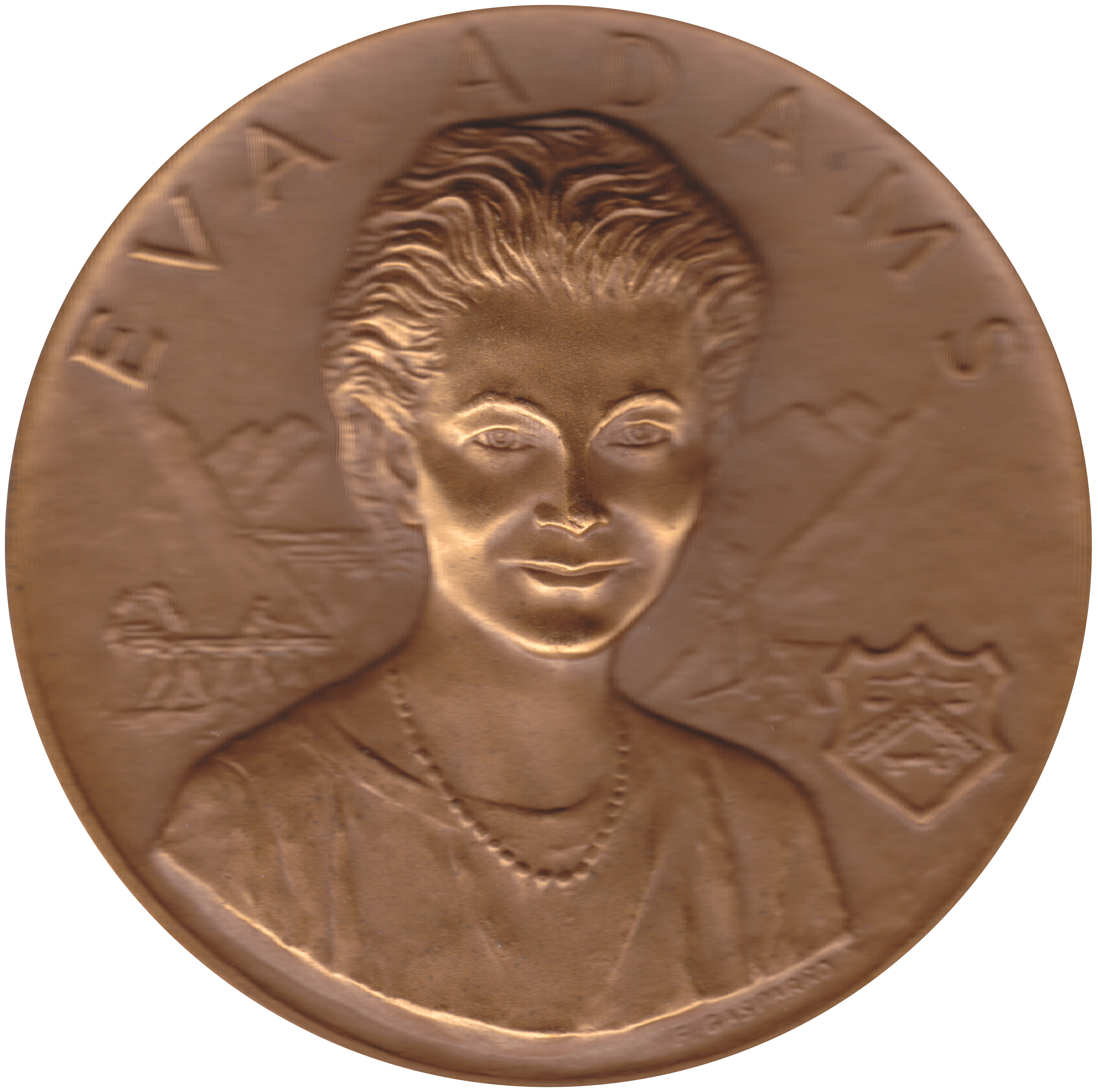
肯尼迪半美元是在铸币局局长伊娃·亚当斯的指示下开始设计，上图是加斯帕罗以亚当斯为主题设计的奖章。

在财政部的安排下，新币于1964年3月24日开始公开发行。人们早早前往财政部位于哥伦比亚特区的硬币销售窗口，排队购买首批公开发售的7万枚半美元。财政部规定每人的购买量不能超过40枚，但当天硬币就销售一空，排出的队伍也并未缩短。位于波士顿和费城的多间银行很快就开始限制购买量，但所有存币到中午时就已售罄。纽约从次日才开始出售新银币，同样限制每位顾客的购买上限，这令金倍尔百货钱币销售部门的主管人员感到不满，作为纽约市最具实力的钱币经销商，该公司本期望能大批量买下新版半美元，再通过加价销售获利。
新币在其他国家同样人气高涨。美国非洲事务助理国务卿G·门伦·威廉姆斯（G. Mennen Williams）把用塑料盒包装的半美元送给非洲多个国家的总统和外长，还交给美国驻当地大使，以便他们“为美国在非洲赢得朋友”。硬币公开发行后不久，丹佛铸币局开始接到投诉，称肯尼迪半身像的底部仿佛锤子与镰刀。罗伯茨对此回应称，这实际上不过是他的姓名首字母缩写的花押字。
为满足巨大的市场需求，铸币局大量生产肯尼迪半美元。财政部原计划在1964年发行9100万枚半美元，之后又提升到1.41亿枚。但是，公开宣布加大发行量之举并未令实际商品流通中的半美元增多，也没有促使二级市场中倒卖半美元的价格下滑。到11月下旬时，铸币局已经打造约1.6亿枚新币，但市场流通中仍难见其身影。白银价格逐渐升高，令大量硬币被囤积起来。为了发行更多刻有1964年份的硬币，打击投机炒作行径，财政部请求国会授权，在进入1965年后继续生产所刻年份为1964的半美元并获得批准。最终标称年份为1964的肯尼迪半美元共生产了约4.3亿枚，比过去16年间生产的富兰克林半美元流通币总和还多:138。
大量出产银币导致财政部的白银库存迅速减少，银价随即飞速上涨，到1965年6月上旬时，单枚5美分硬币中包含白银的市场价格竟然达到9.33美分。1965年6月3日，约翰逊总统宣布计划不再在5美分和25美分硬币中采用银，改用纯铜内芯，外面再以铜镍合金包裹，半美元的材质组成也经调整，含银量从90%大幅调低至40%。同年7月，国会通过《1965年铸币法案》。新半美元仍然保留银色外观，外层合金采用80%的银和20%的铜，内层则是21%的银和79%的铜。首批包覆式半美元于1965年12月30日在丹佛铸币局生产，上面附有年份1965，并且这种年份会一直生产到硬币短缺情况缓解之后。铸币局从1966年8月1日开始打造刻有年份1966的半美元，并从这时开始恢复以往惯例，硬币所标称的年份就是其生产年份。虽然政府宣称硬币已不再短缺，但在囤积持续和产量回落的共同影响下，肯尼迪半美元在市场流通中仍然难得一见，而且财政部也不愿把白银储备更快地消耗在不流通的硬币上。钱币学作家兼经销商昆汀·戴维·鲍尔斯（Q. David Bowers）对此表示：
 时至今日，数以千万计的（肯尼迪半美元）依然不知所踪。与此同时，自1932年起就没有变更过设计的华盛顿25美分硬币成为流通量最大的几种硬币中面额最高的一种，在自动贩卖机、街机游戏等同类性质商品交易中特别流行。这种情况一直持续到现在，无论是肯尼迪半美元，还是后来发行的其他面额不超一美元的硬币，几乎都从来没有在市场流通中出现。:vi

### 改用贱金属材质
1969年5月，财政部请求国会授权，将半美元的材质组成改成和五美分、25美分硬币相同的铜镍合金，不再包含白银。财政部同时还希望国会同意以贱金属铸造一美元面额硬币，用来满足西部赌场对游戏代币的需求。前总统德怀特·艾森豪威尔此时去世未久，部分政府官员提议在一美元硬币上刻上艾森豪威尔的肖像。财政部希望通过取消硬币中的银，促使人们不再囤积，恢复半美元和一美元硬币的市场流通。财政部的提议得到理查德·尼克松总统支持，但部分共和党联邦众议员对把艾森豪威尔放在贱金属硬币上感到不满，所以反对提案。经过一年多的拉锯战，尼克松于1970年12月31日签署法案授权发行艾森豪威尔一美元硬币，并取消半美元硬币材质中采用的银。受这1年多拖延的影响，除精制币外的1970年版肯尼迪半美元只在丹佛铸币局生产，并且只通过铸币局套装发行。这种1970-版半美元总产量只有210万枚，是全系列中最少的品种，不过这一数量仍然足以保持其价格不会过高。铸币局一直等到停止接受硬币套装订单后才宣布不会生产流通用1970年版半美元。
半美元至此不再采用白银，但却已淡出市场流通太久，许多银行已经没有再在机器上提供这种面额的卡槽。铸币局虽预计半美元的订单会卷土重来，但局长玛丽·布鲁克斯（Mary Brooks）于1971年7月透露，财政部已库存两亿枚贱金属半美元新币，商业银行也没有多少兴趣下单。“我真是不明白，人们为啥就是不用它们（指半美元硬币）。”据布鲁克斯所言，含银的肯尼迪半美元总产量超过10亿枚，其中绝大多数被公众囤积。对此她的解释是，含银的肯尼迪半美元流通率极低，同时1970年时铸币局又因预计国会将授权材质变更而只生产很少的半美元硬币，这导致公众已经习惯于商品交易中没有半美元的身影。布鲁克斯还认为：“如果举国上下都知道还有大量半美元存在，他们或许也会将之囤积起来。”
1973年3月5日，布鲁克斯宣布铸币局会向社会征集25美分、半美元和一美元硬币的新版背面设计方案，为1976年的美国独立200周年准备纪念币。10月18日，尼克松总统签署第93-127号公共法案，批准为3种面额硬币物色新设计，设计方案需切合200周年纪念的主题。铸币局宣布通过竞赛选拔方案，任何美国公民都可以递交作品参赛。最终塞斯·亨廷顿（Seth G. Huntington）的独立厅主题设计获选成为半美元的背面。1975和1976年生产的肯尼迪半美元背面承载的都是亨廷顿的设计方案，并且正面的年份改为“1776–1976”，代表独立宣言签署暨美国独立200周年:155–156。最终出产的200周年纪念半美元超过5.21亿枚:270。
虽然200周年纪念币的产量甚高，但肯尼迪半美元的产量此后逐年下降。1979年，铸币局局长斯特拉·黑克尔（Stella B. Hackel）透露铸币局会继续生产这种硬币。“我们觉得用于商品流通的半美元的确不多，但这些硬币总还是流到了什么地方，所以肯定还是有人需要它们。”。肯尼迪半美元的总产量这时已突破25亿枚，超过之前每种半美元的产量总和。《纽约时报》钱币专栏作家埃德·瑞特（Ed Reiter）指出，即便材质组成完全只有贱金属，也没能阻止人们继续囤积肯尼迪半美元，导致商品交易中这种硬币难得一见。受高银价的影响，20世纪70年代下半叶有大量早期肯尼迪半美元被熔融，以取得其中的白银来获利。
20世纪剩下的20多年里，铸币局继续生产半美元，产量在费城和丹佛铸币局都基本保持稳定:270–271，这其中只有1987年例外，铸币局这年没有生产流通用半美元硬币，因为财政部已有足够维持供应两年的存量，没有持续生产的必要。半美元一度在赌场中流行，但因为许多赌场开始采用50美分代币，半美元的市场需求旋即下跌。由于产量多年不见提升:270–271，铸币局从2002年开始不再生产用于商务流通的肯尼迪半美元。人们可以在铸币局购买现年版本的袋装硬币，但价格要高于面值。

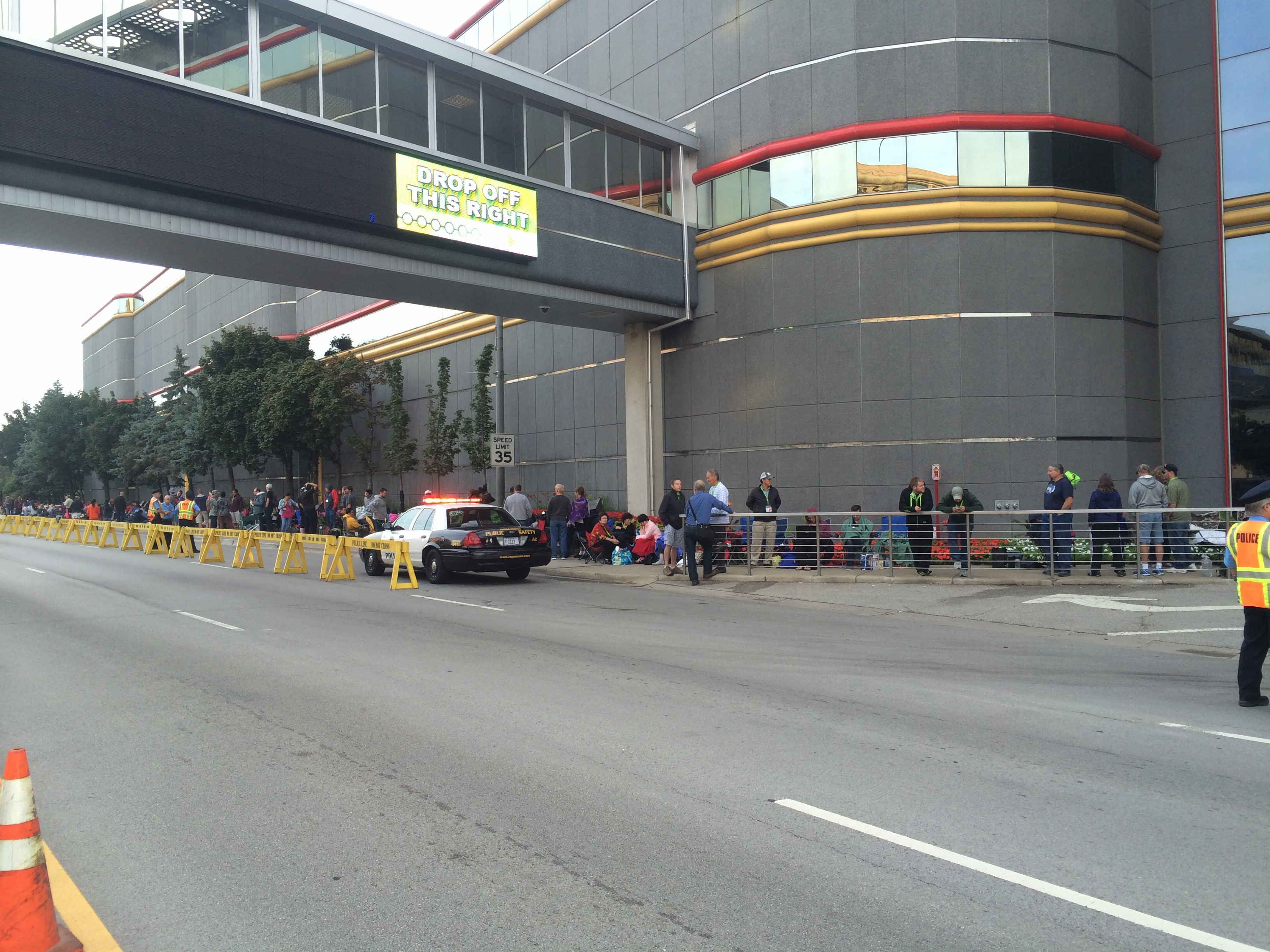
2014年8月，人们排队购买新版肯尼迪半美元金币。

2014年1月，某私营公司应铸币局之请开展调查，了解人们是否会对肯尼迪半美元面世50周年之际发行特别版感兴趣。同年6月，铸币局宣布计划发行七种2014年特别版肯尼迪半美元，纪念该系列硬币50周年，其中两种采用合金包覆，分别由费城和丹佛铸币局生产；四种为银币，分别由费城、丹佛、旧金山和西点铸币局生产；还有一种是金币，纯度为99.99%，由西点铸币局打造。合金和银币版所刻年份为2014，金币版则是代表50周年的“1964–2014”。全部7种特别版的浮雕都比原本发行的普通版本高。2014年8月5日，美国钱币协会在伊利诺伊州库克县的罗斯蒙特（Rosemont）召开大会，金质肯尼迪半美元就在会上发布。

## 收藏

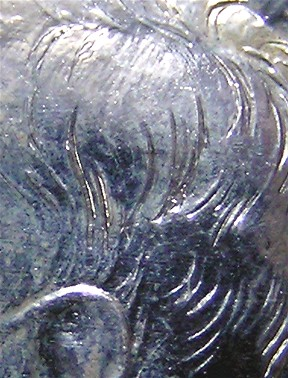
早期肯尼迪半美元精制币正面的人物头发线条很粗，见上图的局部特写。

除1965至1967年外，铸币局每年都有生产精制币，其材质与普遍币相同。首批肯尼迪半美元精制币于1964年1月上旬铸造。面世最早的约10万枚精制币正面人物肖像的头发线条很粗，经过修改，之后出产的近400万枚精制币没有这一特征。:248受硬币短缺影响，财政部宣布1965年不会生产精制币套装。但为满足收藏家的需求还是有打造铸币局特制套装。这些套装包含的硬币是1966年初在旧金山化验办事处铸造，采用经过重度抛光处理的1965年版模具，上面没有铸造标记。此后铸币局还有生产带1966和1967年份数字的类似套装:353–354。铸币局特制套装中有少量半美元背面没有加斯帕罗的姓名首字母缩写花押字，这显然是因模具抛光过度所致:244。1964年出产的精制币是装在软塑料盒内出售，1966和1967年版套装则是以超声波焊接密封在硬塑料盒中:353–354。1968年，铸币局恢复常规精制币生产:348–351，只不过生产任务移交旧金山铸币局，硬币上因此加上铸造标记，以硬质塑料盒封装后成套出售:248。
1973年，国会授权铸币局为收藏家打造银质包覆层的200周年纪念版肯尼迪半美元，铸币局于1975年4月开始生产。之后发行的版本包括精制币和未流通版两种品相。1975和1976年精制币套装中还有铜镍合金包覆层的200周年纪念版半美元，并同银质包覆层版一起按三枚一套出售:212–213。铸币局从1992年开始以90%的含银量为银质精制币特别套装铸造肯尼迪半美元。1964年的精制币是在费城打造，但从1968年起就只有旧金山铸币局生产。:212–2141998年，铸币局生产了部分哑光工艺银质半美元精制币，与纪念同样遇刺的罗伯特·肯尼迪的纪念一美元硬币一起作为套装出售。2005至2010年间，铸币局套装中的未流通品相半美元表面呈哑光处理效果，以同装袋销售的精制币相区别。